# アンワルル・チョウドリ
アンワルル・K.チョウドリ （ベンガル語: আনোয়ারুল করিম চৌধুরী Anwarul Karim Chowdhury）は、バングラデシュの外交官、大使。最貧国の発展開発援助、女性や子供の権利の確立、世界平和についてにおける彼の功績は広く知られており、2005年には、"我々は、女性たちが活躍・参加できる社会がほとんどないということを忘れてはならない。" とスピーチした。

## 略歴
チョウドリは2002年、国連事務次長として任命された。1996年〜2001年バングラデシュ政府国連常駐代表。在任中、安全保障理事会議長、国連児童基金(UNICEF)執行理事会議長、経済社会理事会副議長、総会第5委員会(行財政問題)議長を歴任。2002年国連の後発開発途上国・内陸開発途上国・小島嶼開発途上国担当高等代表(事務次長)に就任。
「平和の文化」の提唱において、ウ・タント平和賞、ユネスコガンジーゴールドメダルなどの賞を受賞した。
彼の提唱する「平和の文化」とは、どこにいる誰でも世界の平和に貢献できるというアイディアが基本になっている。それは、誰でも平和活動にお金で寄付ができるということではなく、個人の生活において、平和に暮らすこと、詳しくは他人を思いやる行動や、世界的な問題、苦しんでいる人たちへの関心や共感、など、地位や名声にこだわらずに誰もが同じ程度に平和に貢献できるという考えである。大きな規模での世界平和は、個人のそうした地道な平和活動から始まる。彼は、現在も「平和の文化」を広める運動をしている。世界の青年との対話を通して教育にも多大な貢献をしている。
女性の社会進出に関しても、意思決定の場において男性と同等に女性の意見が尊重され、女性が参加することの大切さを訴えている。
若者に対する期待を持ち続け、世界平和のために貢献し続ける活動家である。